# Петрунь, Дмитрий Геннадьевич
Дмитрий Геннадьевич Петрунь (род. 16 августа 1975) — российский актёр театра, кино и дубляжа, режиссёр театра и кино. Художественный руководитель Тверского театра драмы (с 2023 года).

## Биография
Дмитрий Петрунь родился в 1975 году в городе Хабаровске.
В детском возрасте посещал известную Хабаровскую театральную студию "Алый Парус" под руководством заслуженного работника культуры, отличника просвещения Сергея Кидина. Завершил обучение в Хабаровском государственном институте культуры.
В 1998 году завершил обучение в Школе-студии МХАТ, курс народного артиста СССР Олега Павловича Табакова. Был принят на работу в театр артистом. Именно здесь состоялась первая режиссёрская работа — спектакль «Солдатики».
С 2007 года Петрунь оставил актёрское мастерство и стал заниматься исключительно режиссурой.
С 2009 по 2011 годы руководил Кемеровским театром драмы имени Луначарского. Здесь как главный режиссёр поставил «Калигулу», «Три сестры», «Боинг Боинг» и другие спектакли.
С 2012 по 2013 годы служил в Пензенском драматическом театр. На сцене были поставлены спектакли «Господа Головлёвы» и «Клинический случай».
В столичных театрах Петрунь представлял «Роман с кокаином» в театре имени Н. Гоголя, «Чулимск прошлым летом» в Театре имени Е. Вахтангова, «Hot dog» в Московском Драматическом театре на Малой Бронной.
Последние годы Дмитрий Геннадьевич увлечённо режиссировал телевизионные картины: «Офицерские жёны» (2015), «Раневская» (2022), «Молчание» (2022) и многие другие.
Значимой работой режиссёра стала криминальная драма «Торгсин». Мини-сериал принёс Петруню номинацию на престижную кинопремию «Золотой орёл».
С апреля 2023 года работает художественным руководителем Тверского театра драмы.

## Семья
Супруга — Ольга Арнтгольц, актриса театра и кино.
Сыновья — Аким и Лев. 

## Фильмография

### Режиссёр
- 2008 — «Монтекристо»
- 2008 — «Ванька Грозный»
- 2009 — «Петровка, 38. Команда Петровского»
- 2009 — 2010 — «Спальный район»
- 2010 — «Общая терапия 2»
- 2010 — «Черкизона. Одноразовые люди»
- 2011 — «Откровения»
- 2011 — «Пандора»
- 2011 — «Мужчина во мне»
- 2011 — «Случайный свидетель»
- 2011 — «Откровения. Реванш»
- 2012 — «Бездна»
- 2012 — «Красотка»
- 2015 — «По законам военного времени»
- 2015 — «Офицерские жёны»
- 2016 — «Я люблю своего мужа»
- 2016 — «Любовь как стихийное бедствие»
- 2017 — «Торгсин»
- 2017 — «Доктор счастье»
- 2018 — «Операция «Валькирия»
- 2019 — «Лютый 2»
- 2020 — «Спросите медсестру»
- 2020 — «Котики»
- 2021 — «Воскресенский»
- 2021 — «Шопоголики»
- 2021 — «Элли»
- 2022 — «Раневская»
- 2022 — «Молчание»
- 2023 — «Екатерина. Фавориты»